# Raquel Camarinha
Raquel Camarinha   (Braga, 1986) és una soprano portuguesa. El 2011 va rebre el primer premi del Concurs Nacional de Cant Luísa Todi. El seu repertori abasta la música barroca, el classicisme, la música contemporània i també el fado portuguès.

## Biografia

### Formació i carrera musical
El 2009 es va graduar a la Universitat d'Aveiro, a Portugal. El 2011 es va graduar amb un màster en cant al Conservatori Nacional de Música i Dansa de París amb honors. El 2013 es va graduar com a artista, cançó i repertori contemporani i creació.
El repertori de Raquel Camarinha oscil·la entre el barroc i el contemporani. En el seu debut en papers habituals de Mozart va destacar amb Pamina a La flauta màgica de Mozart, al Conservatori Nacional de Música de París el març de 2010, i amb Zerlina al Don Giovanni a Madeira el gener de 2006. És particularment coneguda a França per la seva interpretació d'Eurilla a l'Orlando Paladino de Haydn al Théâtre du Châtelet el març de 2012. També ha interpretat Morgana a l'Alcina de Haendel a Brig (Suïssa), l'agost de 2013.
En música contemporània, ha encarnat el fascinant personatge de Justine-Juliette en l'obra musical La passió segons Sade del compositor Sylvano Bussotti (creació al Théâtre de Nîmes al febrer de 2017).

### Premis
El 2011 va rebre el primer premi al Concurs Nacional de Cant Luisa Todi a Portugal, el premi al millor intèrpret femení al Concurs d'Òpera d'Armel a Hongria. Va guanyar també el premi de duets de cant i piano al V Concurs Internacional de Cant i Piano Nadia i Lili Boulanger. El 2013 va rebre el primer premi i el premi del públic al Concurs Internacional de Cant Barroc de Froville. El 2014 va participar en el concert Generation Jeunes Interprètes a France Musique. El gener del 2017, fou nomenada a la categoria «Revelació lírica» en els premis Victoires de la Musique Classique.

### Obres pròpies
El 2008, Raquel Camarinha va compondre una òpera, Evil Machines, i el 2010, una altra, anomenada Paint Me. També ha creat la versió de cambra de La passion de Simone, de la compositora finesa Kaija Saariaho.